# Колбаны
Колбаны — село в Советском районе Алтайского края. Входит в состав Никольского сельсовета.

## История
Основано в 1903 г. В 1928 году село Колбаново состояло из 149 хозяйств, основное население — русские. В административном отношении являлось центром Колбановского сельсовета Смоленского района Бийского округа Сибирского края.

## Население
| 1926 | 1997 | 1998 | 1999 | 2000 | 2001 |
| ---- | ---- | ---- | ---- | ---- | ---- |
| 1065 | ↘290 | ↘278 | ↗289 | ↘263 | ↗286 |
| 2002 | 2003 | 2004 | 2005 | 2006 | 2007 |
| ↘271 | ↗290 | ↘269 | ↘263 | ↘261 | ↗265 |
| 2008 | 2009 | 2010 | 2011 | 2012 | 2013 |
| ↘253 | ↘200 | ↗207 | ↘206 | ↘204 | ↗207 |

Национальный состав
Согласно результатам переписи 2002 года, в национальной структуре населения русские составляли 97 %.